# Pikachurina
La pikachurina, conosciuta anche come AGRINL ed EGFLAM (EGF-like, fibronectin type-III and laminin G-like domain-containing protein), è una proteina che nell'uomo è codificata dal gene EGFLAM. 
La pikachurina è una proteina distroglicana-interattiva che svolge un ruolo essenziale nelle interazioni tra i fotorecettori e i dendriti bipolari. Il legame con il distroglicano (DG) dipende da diversi fattori (glicosilazione di DG, presenza di cationi bivalenti e presenza di altre proteine).
Un rapporto non corretto tra pikachurina e DG è associato alla distrofia muscolare che spesso coinvolge le anomalie oculari. 

## Scoperta e nome
La pikachurina è proteina retinale extracellulare descritta per la prima volta nel 2008 in Giappone da un team di ricercatori capeggiato da Shigeru Sato e chiamata pikachurina in onore del Pokémon Pikachu. Fu scelto tale nome per i movimenti fulminei e dagli effetti di una scossa elettrica.

## Funzione
La pikachurina è colocalizzata sia con distrofina che con distroglicano e ha un ruolo essenziale nelle interazioni tra i fotorecettori, le sinapsi a nastro e i dendriti bipolari.

## Applicazioni terapeutiche
Dato che la pikachurina sembra aumentare le capacità visive, il team di Sato dell'Istituto di Bioscienza di Osaka è convinto che la proteina possa essere utilizzata per sviluppare un trattamento per la retinite pigmentosa e altri problemi alla vista.